# Restitution Point
Der Restitution Point ist eine Landspitze an der Nordküste Südgeorgiens. Im Prince Olav Harbour markiert sie die Nordseite der Einfahrt zur South Bay.
Wissenschaftler der britischen Discovery Investigations nahmen 1929 Vermessungen vor und benannten sie als Factory Point. Um Verwechslungen mit dem etwa 30 km nordwestlich gelegenen Factory Point zu vermeiden, entschied sich das UK Antarctic Place-Names Committee im Jahr 1955 zu einer Umbenennung. Neuer Namensgeber ist das Fabrikschiff SS Restitution, das lange Jahre für die südafrikanische Southern Whaling and Sealing Company im Prince Olav Harbour im Einsatz war.